# NGC 4165
NGC 4165 is een balkspiraalstelsel in het sterrenbeeld Maagd. Het hemelobject werd op 8 april 1864 ontdekt door de Duits-Deense astronoom Heinrich Louis d'Arrest.

## Synoniemen
- IC 3035
- UGC 7201
- MCG 2-31-45
- KUG 1209+135
- ZWG 69.78
- VCC 47
- PGC 38885